# Гусёнки (деревня)
Гусёнки — деревня в Талдомском районе Московской области России. Входит в состав сельского поселения Гуслевское. Население — 9 чел. (2010).

## География
Расположена в южной части района, примерно в 10 км к югу от центра города Талдома, на левом берегу впадающей в Волгу реки Дубны. Ближайшие населённые пункты — деревни Попадьино и Коришево.
В России есть ещё одна деревня с таким же названием, она также расположена в Талдомском районе Московской области, на противоположном берегу реки Дубны, в 10 км на северо-запад, и относится к сельскому поселению Темповое.

## Население
| 1859 | 1890 | 1926 | 2002 | 2006 | 2010 |
| ---- | ---- | ---- | ---- | ---- | ---- |
| 135  | ↗148 | ↘130 | ↘3   | ↘1   | ↗9   |

## История
В «Списке населённых мест» 1862 года Гусенки — владельческое сельцо 2-го стана Дмитровского уезда Московской губернии между Кашинским и Клинским трактами, при реке Дубне, в 34 верстах от уездного города, с 23 дворами и 135 жителями (68 мужчин, 67 женщин).
По данным 1890 года входило в состав Гарской волости Дмитровского уезда, проживало 148 человек.
В 1913 году — 30 дворов, мукомольная мельница, проволоко-гвоздильное производство и башмачное заведение.
Постановлением президиума ВЦИК от 15 августа 1921 года Гарская волость была включена в состав образованного Ленинского уезда Московской губернии.
По материалам Всесоюзной переписи населения 1926 года — деревня Тарусовского сельского совета Гарской волости Ленинского уезда, проживало 130 жителей (64 мужчины, 66 женщин), насчитывалось 32 хозяйства, среди которых 20 крестьянских.
С 1929 года — населённый пункт в составе Ленинского района Кимрского округа Московской области, с 1930-го, в связи с упразднением округа, — в составе Талдомского района (ранее Ленинский район) Московской области.
До муниципальной реформы 2006 года — деревня Гуслевского сельского округа.
В 2010—2013 гг. в деревне построена небольшая кирпичная Мироносицкая церковь — четверик с шатровым завершением, с алтарём и притвором. Освящена в марте 2013 года.